# Paolo Ruffini (attore)
Paolo Stefano Ruffini (Livorno, 26 novembre 1978) è un attore, conduttore televisivo, regista, sceneggiatore, produttore cinematografico, doppiatore e  
comico  italiano.

## Biografia

### Gli inizi
Dopo la maturità scientifica presso il liceo "Federigo Enriques", lavora per diversi anni come animatore in numerosi villaggi vacanze.
Vincitore di un concorso lavora per due anni come impiegato comunale prima di dedicarsi allo spettacolo. Debutta partecipando a spot pubblicitari (Kinder Cereali e Olidata) e al film Ovosodo di Paolo Virzì, nel quale interpreta il ruolo di un antipatico compagno di classe del protagonista. Appassionato di cinema, nel 2001 fonda l'Associazione cinematografica Nido del Cuculo, con la quale organizza eventi, rassegne, festival cinematografici (tra cui il Joe D'Amato Horror Festival dedicato a Joe D'Amato), produce documentari, spettacoli teatrali (fra tutti Io Doppio) e musical nei quali spesso riveste la figura di attore ed autore.
Nel 2002 vince il concorso Cercasi VJ su Mtv. Per più di tre anni conduce programmi come MTV On the beach, Hitlist Italia, MTV Mobile Chart e Select. Nel 2005 lascia la rete musicale e comincia una collaborazione con Marco Giusti. Partecipa con successo al talk show demenziale Bla Bla Bla con Lillo & Greg. Nello stesso anno, sempre con Marco Giusti, figura come autore di Stracult, trasmissione di Rai 2 sul cinema di genere, in onda per 14 puntate in seconda serata, durante le quali intervista autori ed attori quali John Woo, Donald Sutherland e Barbara Bouchet. Nel 2005 partecipa a Natale a Miami di Neri Parenti; nel 2006 bissa con Natale a New York.
Viene inoltre riconfermata la collaborazione con Marco Giusti per i programmi Matinée e Soirée - L'altra faccia di Matinée, in onda tutti i giorni su Rai 2. I programmi, condotti da Max Giusti, Sabrina Nobile, Nicola Savino e Flavia Cercato vedono Paolo Ruffini come inviato speciale in giro per l'Italia. Nel 2007 diventa volto del canale satellitare Comedy Central del gruppo MTV Italia e conduce il programma televisivo Amici miei, contenitore di candid camera, sketch comici e papere. È inoltre tra gli interpreti de La seconda volta non si scorda mai di Alessandro Siani e torna alla conduzione di Matinée per il secondo anno consecutivo. Nel 2008 partecipa allo spettacolo teatrale Portami tante rose.it, ideato da Maurizio Costanzo ed Enrico Vaime. Nello stesso anno fa parte del cast di Natale a Rio; nel 2009 è tra i protagonisti del film di Carlo Vanzina Un'estate ai Caraibi, con Gigi Proietti. Successivamente fa parte del cast di La prima cosa bella di Paolo Virzì.

### Anni Dieci
Nel 2010, in collaborazione col Nido del Cuculo, produce il musical Rent, no day but today, adattamento del musical Rent di Jonathan Larsson, e commenta il programma televisivo Fear Factor che va in onda quotidianamente sul canale GXT. In novembre è sul set della commedia diretta da Giambattista Avellino C'è chi dice no, che lo vede co-protagonista al fianco di Luca Argentero e Paola Cortellesi. Lo stesso anno è in scena anche con il musical 80 voglia di...'80! per la regia di Fabrizio Angelini. Successivamente è uno dei protagonisti del nuovo progetto del regista e sceneggiatore Fausto Brizzi, che vede la realizzazione di due pellicole parallele: Maschi contro femmine e Femmine contro maschi.
Nel settembre 2011 conduce su Italia1 il programma comico Colorado insieme a Belén Rodríguez, venendo confermato per le successive 5 edizioni. Nell'inverno 2011-2012 è in tournée teatrale la commedia musicale Tre cuori in affitto assieme ad Arianna Bergamaschi e Justine Mattera. Contemporaneamente nelle sale cinematografiche esce Ex - Amici come prima!, diretto da Carlo Vanzina. Nell'aprile 2012 torna alla conduzione dello show in seconda serata su Rai Due Stracult, a casa di Marco Giusti e presta la sua voce a Lucignolo nel film d'animazione Pinocchio di Enzo D'Alò. Nel 2012 pubblica il suo primo romanzo intitolato Tutto bene. Il 2013 invece si apre con la tournée dello spettacolo The Full monty - il musical con Paolo Calabresi, Gianni Fantoni, Sergio Múñiz, Jacopo Sarno e Pietro Sermonti, per la regia di Massimo Piparo e prosegue con l'esordio alla regia del suo primo film Fuga di cervelli, uno dei film italiani più visti nel 2013, che ha incassato oltre 5 milioni e mezzo di euro ed ha dato il via alla carriera cinematografica di Frank Matano e di altri youtuber.
Da febbraio ad aprile 2014 è protagonista del musical "Cercasi Cenerentola" al fianco di Manuel Frattini, uno spettacolo prodotto dalla Compagnia della Rancia. Nel 2014 presenta i David di Donatello insieme ad Anna Foglietta, attirando su di sé molte critiche riguardanti lo stile di conduzione, in particolare per una frase volgare rivolta a Sophia Loren. Il 9 ottobre 2014 esce nelle sale cinematografiche il film Tutto molto bello che lo vede impegnato sia nel ruolo di attore che in quello di regista, affiancato di nuovo da Frank Matano, questa volta insieme a Gianluca Fubelli. A partire dal 20 febbraio 2015 torna a condurre Colorado, questa volta insieme a Diana Del Bufalo. Nello stesso anno torna ad accompagnare Lillo e Greg e Francesco Mandelli in un nuovo cinepanettone targato Filmauro dal titolo Natale col boss, rivelatosi un successo al botteghino e con recensioni tendenzialmente positive.
Nel dicembre 2015 esce il libro Odio ergo sum, studio semiserio del fenomeno degli hater; nel 2016 viene coinvolto nel doppiaggio italiano del film Disney Zootropolis nel quale presta la voce al personaggio di Yax. Viene investito del ruolo di giurato di Eccezionale veramente, per le edizioni 2016 e 2017, ad affiancarlo nel ruolo di giurato Diego Abatantuono e Selvaggia Lucarelli. A marzo 2016 esce il libro Il principe piccino, rivisitazione scritta da Ruffini stesso in vernacolo livornese de Il piccolo principe. Oltre all'attività nel cinema, non trascura il teatro, portando in giro per tutto il 2016 e 2017 il suo nuovo spettacolo Un grande abbraccio, varietà comico nel quale è affiancato da alcuni attori della compagnia Mayor Von Frinzus, diretta da Lamberto Giannini, che ha come peculiarità quella di essere composta in parte da attori disabili.
Il 2016 è inoltre al cinema come attore nel film I babysitter di Giovanni Bognetti per Colorado Film al fianco di Francesco Mandelli e Andrea Pisani. Lo stesso anno replica anche la collaborazione con Filmauro e Volfango De Biasi che lo vogliono per il film Natale a Londra. Dio salvi la Regina, cinepanettone dal grande cast artistico tra cui spiccano Lillo e Greg e Nino Frassica. Nel 2017 cura la regia del docufilm Resilienza, prodotto dall’Associazione "Nido del Cuculo" e ispirato alla storia vera di Alessandro, vittima di un gravissimo tumore pediatrico, del quale Ruffini ha voluto raccontare lo straordinario talento resiliente, che lo ha reso capace di trasformare limite in opportunità. Nel 2017 esce anche un nuovo libro edito da Sperling & Kupfer dal titolo Telefona quando arrivi. Ad ottobre compare nel videoclip di In The Town, singolo di Sergio Sylvestre e Gabry Ponte. 
Nel 2017, e anche per le edizioni successive (2018, 2019), è diventato il direttore artistico del Follonica Summer Festival, festival musicale estivo che si svolge nella città di Follonica. Nello stesso anno cura la regia di Super vacanze di Natale, film di montaggio prodotto dalla Filmauro che celebra i 35 anni del genere cult del cinepanettone attraverso le scene più celebri. Torna inoltre al doppiaggio nel film Cattivissimo me 3 dove presta la voce a Balthazar Bratt. Nel 2018 interpreta il ruolo di Puck in Sogno di una notte di mezza estate per la regia di Massimiliano Bruno, che vede nel cast anche Violante Placido e Stefano Fresi.
Prosegue la collaborazione con la Compagnia Mayor Von Frinzius e nel marzo 2018 debutta a teatro con l'happening comico UP&Down. La sceneggiatura prevede la partecipazione attiva, come protagonisti, di 5 ragazzi down e di 1 autistico. Il progetto, di sicuro effetto emotivo, tocca gli aspetti dell’inclusività nei confronti di quelle diversità che spesso vengono sottovalutate. La contaminazione e il coinvolgimento da parte di attori “diversi” verso un pubblico “normale” è alla base del successo di questo originale format. Lo spettacolo gira per due anni in tutti i maggiori teatri italiani, dall'esperienza teatrale ne nasce un documentario dal titolo UP&Down –Un film normale, di cui Ruffini è co-regista insieme a Francesco Pacini. Il film riscuote un buon successo tanto da vincere il premio Kineo al 75º Festival del cinema di Venezia. Dal progetto nasce un libro, di cui Ruffini è autore, dal titolo La sindrome di UP edito da Mondadori. Ne nasce inoltre una versione televisiva, Up & Down - Uno spettacolo normale, registrato presso il Teatro Verdi di Firenze, che va in onda la sera di Natale in prima serata su Italia Uno. Il format riscuote buone critiche e ottiene degli ottimi ascolti televisivi, tanto da venir replicato per due anni consecutivi, nel 2019 il titolo è Up & Down - Una favola normale mentre nel 2020, a causa della chiusura dei teatri dovuta alla pandemia Covid-19, viene registrato negli studi televisivi Mediaset di Cologno Monzese prendendo il titolo di UP & Down - Un talk normale.
Per quanto riguarda i progetti cinematografici, nel 2018 è nel cast de L'agenzia dei bugiardi di Volfango De Biasi, commedia divertente che riscuote un buon successo al botteghino. Ad affiancarlo nel cast Giampaolo Morelli, Alessandra Mastronardi, Luigi Luciano (noto anche come Herbert Ballerina), Diana Del Bufalo, Massimo Ghini e Carla Signoris. Nel 2019 è protagonista e sceneggiatore del film Modalità aereo di Fausto Brizzi al fianco di Violante Placido e Lillo. In Tv invece è conduttore del reality La pupa e il secchione e viceversa, famosissimo format tv riportato sugli schermi dopo anni. Torna inoltre al timone di Colorado: ad affiancarlo di nuovo Belen Rodriguez, con la quale negli anni precedenti ha formato una coppia di grande successo sul piccolo schermo.

### 2020
Nel 2020, dall’esperienza dell’Associazione Cinematografica “il Nido del Cuculo” (2001 - 2006), poi “Non c’è due senza tr3sh” (2006 - 2011), quindi “Non c’è problema” (2011 - 2020), fonda Vera srl, agenzia creativa per la produzione teatrale, il talent management e la comunicazione. Parallelamente, sempre nel 2020, nasce Vera Film srl, casa di produzione cinematografica per cortometraggi, lungometraggi e spot pubblicitari.
Nel febbraio del 2022 torna al cinema con PerdutaMente, docufilm sull’Alzheimer diretto con Ivana Di Biase. Il 3 settembre, per meriti artistici, gli è stato consegnato il Premio Quiliano Cinema. Dall'estate del 2022 conduce su Rai Radio 2 con Elena Di Cioccio il programma Numeri Due. In novembre è uscito il film Ragazzaccio, di cui è produttore, regista e sceneggiatore, che racconta la storia di un ragazzo durante la  pandemia del 2020.
Nel 2023 è regista degli spettacoli teatrali di Casa Abis e Ginevra Fenyes, talenti del mondo digital seguiti con il supporto di Vera. Inoltre è regista di un ciclo di spot pubblicitari per Mediaset Infinity con protagonista Max Angioni. Il 6 luglio 2023 è uscito al cinema il film Rido perché ti amo dove Ruffini è regista ed interprete. Il 7 settembre 2023 è uscito al cinema il film Uomini da marciapiede, regia di Francesco Albanese, dove Ruffini ha contribuito alla sceneggiatura e ha interpretato uno dei protagonisti.
Sempre nel 2023 fonda Up Impresa Sociale il cui nome prende ispirazione dallo spettacolo teatrale Up&Down. L’idea che ha generato Up Impresa Sociale si basa sulla creazione e gestione di eventi e spettacoli che trattano e sollecitano il tema dell’inclusività di ogni tipo di diversità, riconducendo attori e spettatori nell’ambito una nuova normalità, ludica, didattica, culturale e definitivamente umanizzante.
Nel 2025 porta in scena "Sapore di mare - Il musical", ispirato al celebre film dei fratelli Vanzina e di cui Enrico Vanzina insieme a Fausto Brizzi ha curato l'adattamento teatrale. Nello spettacolo Paolo Ruffini veste i panni di Cecco il Fotografo, un ruolo completamente inventato rispetto al film che ha il compito di narrare le trame e gli intrecci dei protagonisti. La prima nazionale è andata in scena sabato 1 febbraio 2025 al teatro Verdi di Montecatini. 

## Vita privata
È stato sposato dal 2007 al 2013 con l'attrice Claudia Campolongo, ma per ragioni di privacy lo ha dichiarato soltanto nel 2015.
Dal 2015 al 2019 è stato legato all'attrice e cantante Diana Del Bufalo. Dal 2022 è legato all'attrice e pittrice Barbara Clara Pereira.

## Filmografia

### Attore
- Ovosodo, regia di Paolo Virzì (1997) - non accreditato
- Natale a Miami, regia di Neri Parenti (2005)
- Natale a New York, regia di Neri Parenti (2006)
- Non c'è più niente da fare, regia di Emanuele Barresi (2007)
- La seconda volta non si scorda mai, regia di Francesco Ranieri Martinotti (2008)
- Natale a Rio, regia di Neri Parenti (2008)
- Un'estate ai Caraibi, regia di Carlo Vanzina (2009)
- Sleepless, regia di Maddalena De Panfilis (2009)
- La prima cosa bella, regia di Paolo Virzì (2010)
- Maschi contro femmine, regia di Fausto Brizzi (2010)
- Femmine contro maschi, regia di Fausto Brizzi (2011)
- C'è chi dice no, regia di Giambattista Avellino (2011)
- Ex - Amici come prima!, regia di Carlo Vanzina (2011)
- Fuga di cervelli, regia di Paolo Ruffini (2013)
- Tutto molto bello, regia di Paolo Ruffini (2014)
- Natale col boss, regia di Volfango De Biasi (2015)
- I babysitter, regia di Giovanni Bognetti (2016)
- Natale a Londra - Dio salvi la regina, regia di Volfango De Biasi (2016)
- Super vacanze di Natale, regia di Paolo Ruffini (2017)
- Un nemico che ti vuole bene, regia di Denis Rabaglia (2018)
- L'agenzia dei bugiardi, regia di Volfango De Biasi (2019)
- Modalità aereo, regia di Fausto Brizzi (2019)
- Rido perché ti amo, regia di Paolo Ruffini (2023)
- Uomini da marciapiede, regia di Francesco Albanese (2023)
- Poveri noi, regia di Fabrizio Maria Cortese (2025)

### Regista
- Fuga di cervelli (2013)
- Tutto molto bello (2014)
- Super vacanze di Natale (2017) - film di montaggio
- Resilienza (2017) - documentario
- Up & Down - Un film normale (2018) - documentario
- PerdutaMente (2021) - documentario
- Ragazzaccio (2022)
- Rido perché ti amo (2023)

### Sceneggiatore
- Fuga di cervelli (2013)
- Tutto molto bello (2014)
- Modalità aereo (2019)
- Ragazzaccio (2022)
- Rido perché ti amo (2022)

## Teatro
- Dé Rocky Horror picture show (2003-2011)
- Io? doppio! (dal 2004 e ancora in corso. Dal 2023 è stato aggiunto il sottotitolo Politicamente corretto)
- Portamitanterose.it (2008)
- 80 voglia...di 80! (2009)
- Rent. No day but today (2010)
- Tre cuori in affitto (2012)
- Colorado Tour (2012)
- Full monty - Il musical (2013)
- Cercasi Cenerentola, regia di Saverio Marconi. Compagnia della Rancia (2014 - 2015)
- Paolo Ruffini Show (2015)
- Un grande abbraccio (2016)
- Sogno di una notte di mezza estate, di William Shakespeare, regia di Massimiliano Bruno (2017)
- Up&Down (dal 2018 e ancora in corso)
- Quasi amici, adattamento e regia di Alberto Ferrari (dal 2023 e ancora in corso)
- Casa Abis[19], con Gabriele Abis e Stella Falchi, regia di Paolo Ruffini (dal 2023 e ancora in corso)
- Cono o Coppetta?[20], con Ginevra Fenyes, regia di Paolo Ruffini (dal 2023 e ancora in corso)
- La fisica che ci piace[21], con Vincenzo Schettini, regia di Paolo Ruffini (dal 2023 e ancora in corso)
- Via Crux[22], con Giuseppe Cruciani, regia di Paolo Ruffini (dal 2024)
- Din Don Down, con la compagnia Mayor von Frinzius (dal 2024)
- Sapore di mare - Il musical, regia di Maurizio Colombi (2025)

## Programmi televisivi
- MTV Select (MTV, 2002)
- MTV On the Beach (MTV, 2002)
- MTV Club Generation (MTV, 2003)
- MTV Mobile Chart (MTV, 2004)
- Hitlist Italia (MTV, 2004)
- Bla Bla Bla (Rai 2, 2005)
- Stracult (Rai 2, 2005)
- Matinée (Rai 2, 2006-2007)
- Soirée - L'altra faccia di Matinée (Rai 2, 2007)
- Amici miei (Comedy Central, 2007)
- Stracult - Speciale Venezia 2007 (Rai 2, 2007)
- Scalo 76 (Rai 2, 2007-2009)
- Voglia d'aria fresca (Rai 1, 2010)
- Fear Factor (GXT, 2010)
- Colorado (Italia 1, 2011-2013, 2015, 2017-2019)
- 'Sto classico! (Italia 1, 2012)
- Stracult - A casa di Marco Giusti (Rai 2, 2012)
- 2013 - Un anno da paura (Rai 2, 2013)
- Vecchi bastardi (Italia 1, 2014)
- David di Donatello (Rai Movie; Rai 1, 2014)
- Eccezionale veramente (LA7, 2016-2017) Giudice
- Premio Persefone (Rete 4, 2017-2018)
- Up&Down (Italia 1, 2018-2020)
- La pupa e il secchione e viceversa (Italia 1, 2020)
- Paolo Ruffini Diversity Show (Comedy Central, 2021)
- Alessandro Borghese - Celebrity Chef (TV8, 2022) - concorrente

## Videoclip
- Ragazzo inadeguato - Max Pezzali (2013)
- Semplicemente innamorata - Giovanna D'Angi (2017)
- In The Town - Gabry Ponte e Sergio Sylvestre (2017)

## Doppiaggio
- Lucignolo in Pinocchio
- Vari personaggi in South Park
- Yax in Zootropolis
- Balthazar Bratt in Cattivissimo me 3
- Cagliostro in Una famiglia mostruosa

## Libri
- Cosa vuole dire Prisse - Diario umorale di un cinefilo, RES edizioni, ISBN 8890085274
- Tutto bene, TEA, 2012 ISBN 9788850229659
- Odio ergo sum. Studio semiserio del fenomeno degli hater, Mondadori, 2015 ISBN 8891806773
- Il principe piccino di Antoine de Saint-Exupéry, Editoriale Programma, ISBN 8866433764
- Telefona quando arrivi, Sperling & Kupfer, 2016. ISBN 8820060744
- Gabbia-no catalogo della mostra, 11 dicembre 2015 - 7 febbraio 2016, Piazza Duomo, Complesso di S. Agostino, Pietrasanta.
- La Sindrome di Up, Mondadori 2019, ISBN 9788804712954